# Hvad er der i vejen med mor og far?
Hvad er der i vejen med mor og far? er en debatfilm fra 1966 instrueret af Theodor Christensen efter eget manuskript.

## Handling
En film om forholdet mellem unge og deres forældre. De unge medvirkende er både skilsmissebørn og børn af forældre, der stadig er sammen. Instruktøren om sin film: "De unge vil accepteres og respekteres og have lov til at leve deres liv. (...) Kønslivet er evigt, men fornyer sig fra generation til generation. Hver ungdom må få sig sine egne erfaringer, og spørgsmålet lyder, om vi andre vil give den lov til det uden at blande sig i det".